# Английские окопные поэты

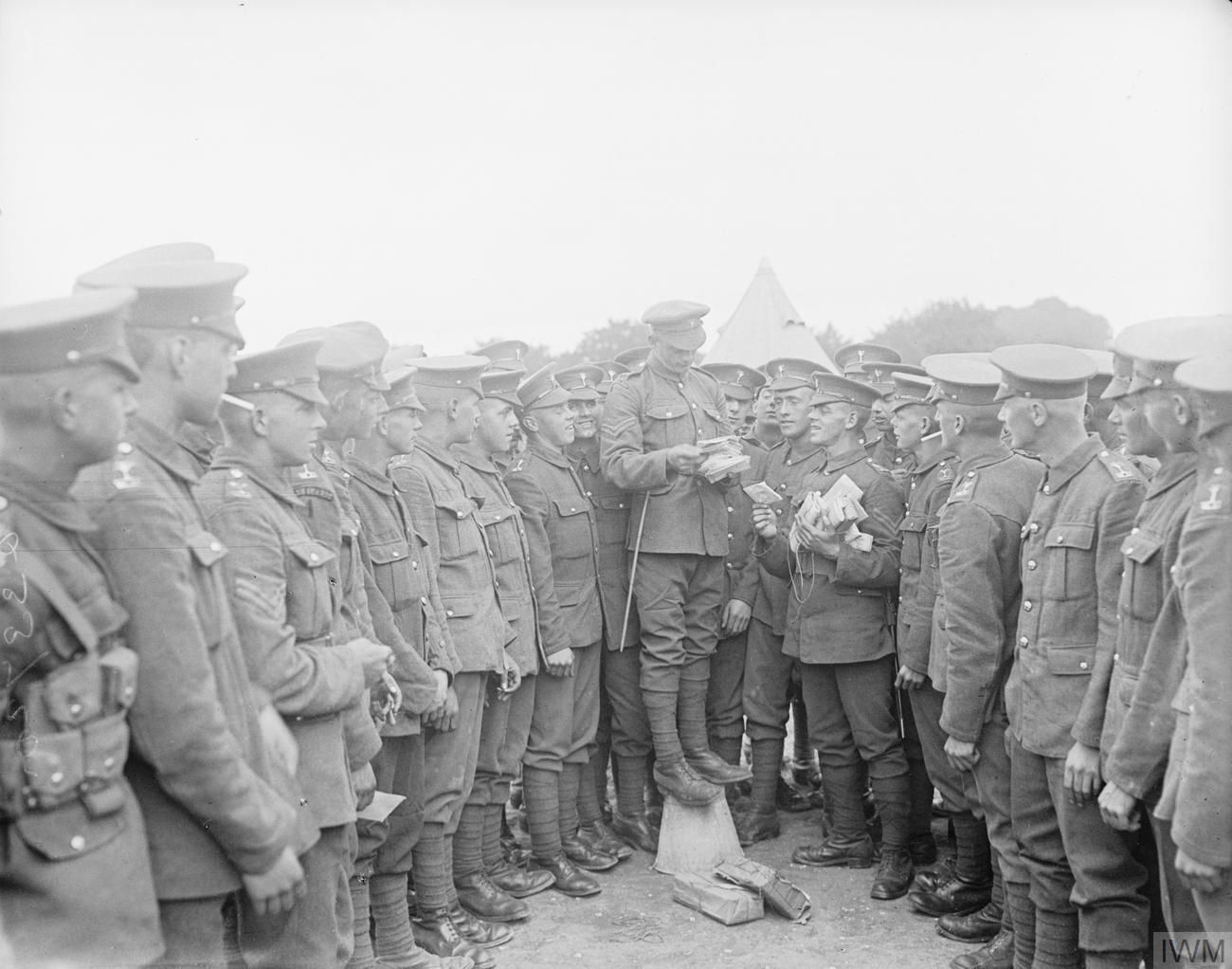
Раздача писем. Тадворт, 1917 г.

Английские окопные поэты — наименование группы английских поэтов начала XX века, сражавшихся и погибавших на полях боя Первой мировой войны, предшественников литературы потерянного поколения. Одни из первых среагировали на феномен Первой мировой войны, а также поставили под сомнение традиционный военный пафос.

## Характеристика
Творчеству английских окопных поэтов свойственны натуралистичность изображения деталей ужасов войны; преодоление ложных романтических штампов и иллюзий; осознание неотвратимости смерти; описание трагизма и нелепости войны, ситуации бессмысленной и преступной; «отпевание юности»; одиночество лирического героя, как правило, совсем юного и принадлежащего к интеллигенции.

## Возникновение
Движение было порождено Первой мировой войной, «бессмысленной» и жестокой, которая обнаружила, что цивилизованность не спасает человечество. В первое Рождество после начала войны, во время так называемого Рождественского перемирия солдаты обеих сторон вместе справляют Рождество и еще не понимают, что вскоре будут убивать друг друга. Характерно непонимание того, что они потом будут творить. Стоит также отметить, что во время Первой мировой войны впервые будет применено оружие массового уничтожения, газ. И поэтому жертвы будут многомиллионными.
На фронт было призвано молодое поколение — вчерашние школьники, едва вступившие в двадцатилетие, население, полное энергии и надежд. Таким образом, их лучшие годы взросления и формирования прошли на войне. Это поколение было уничтожено морально и физически. Молодые люди, верившие в идеалы чести, воинской славы и могущественной Англии, погибли в бессмысленных сражениях, а те, что выжили, жестоко разочаровались и озлобились, посчитав себя обманутыми старшим поколением и государством. Вернувшиеся с войны не понимали, почему выжили именно они, что повлекло чувство вины перед погибшими товарищами. Английская окопная поэзия совершила переворот в сознании своего поколения. В стихах Руперта Брука, погибшего в самом начале военных действий, еще звучало идеалистическое и романтическое представление о войне, но весьма скоро на смену ему пришли окопные поэты, раскрывающие жестокую и неприглядную правду военных будней. В своих произведениях английские окопные поэты утверждали ненависть к войне. Сассун даже называл свои стихи, созданные в окопах, «трактатами против войны». Молодые люди, отправившиеся на фронт, должны были стать цветом нации, но война жестоко вторглась в их жизнь, отрезав их от культурного наследия и прошлого. Это поколение, выпавшее из созидательного круга, отвергшее ценности и традиции общества, пославшего их на фронт.
Произведения этих авторов сыграли значительную роль в формировании образа Первой мировой войны. Традиции английских окопных поэтов были продолжены в литературе 30-х годов.

## Представители
Уилфред Оуэн, Айзек Розенберг, Ричард Олдингтон, Дейвид Герберт Лоренс, Зигфрид Лорейн Сассун